# Bernhardsthal
Bernhardsthal (szlovákul Pernitál) osztrák mezőváros Alsó-Ausztria Mistelbachi járásában. 2021 januárjában 1585 lakosa volt. 

## Elhelyezkedése

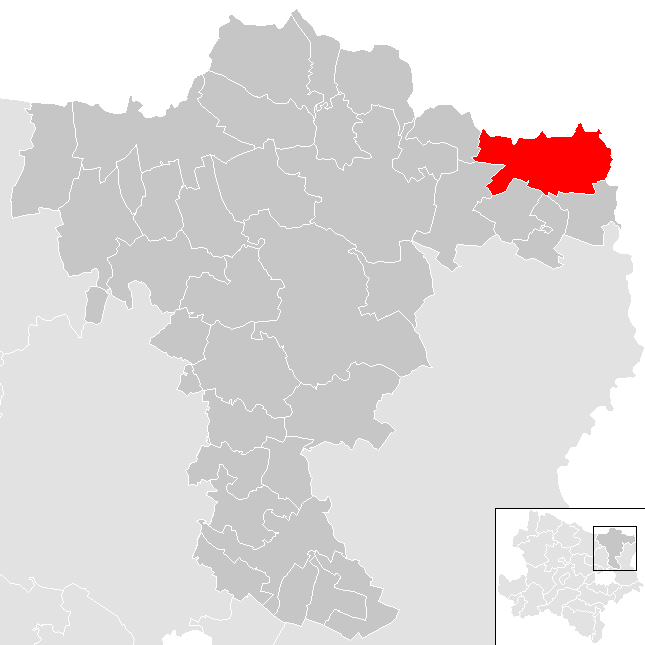
Bernhardsthal a Mistelbachi járásban

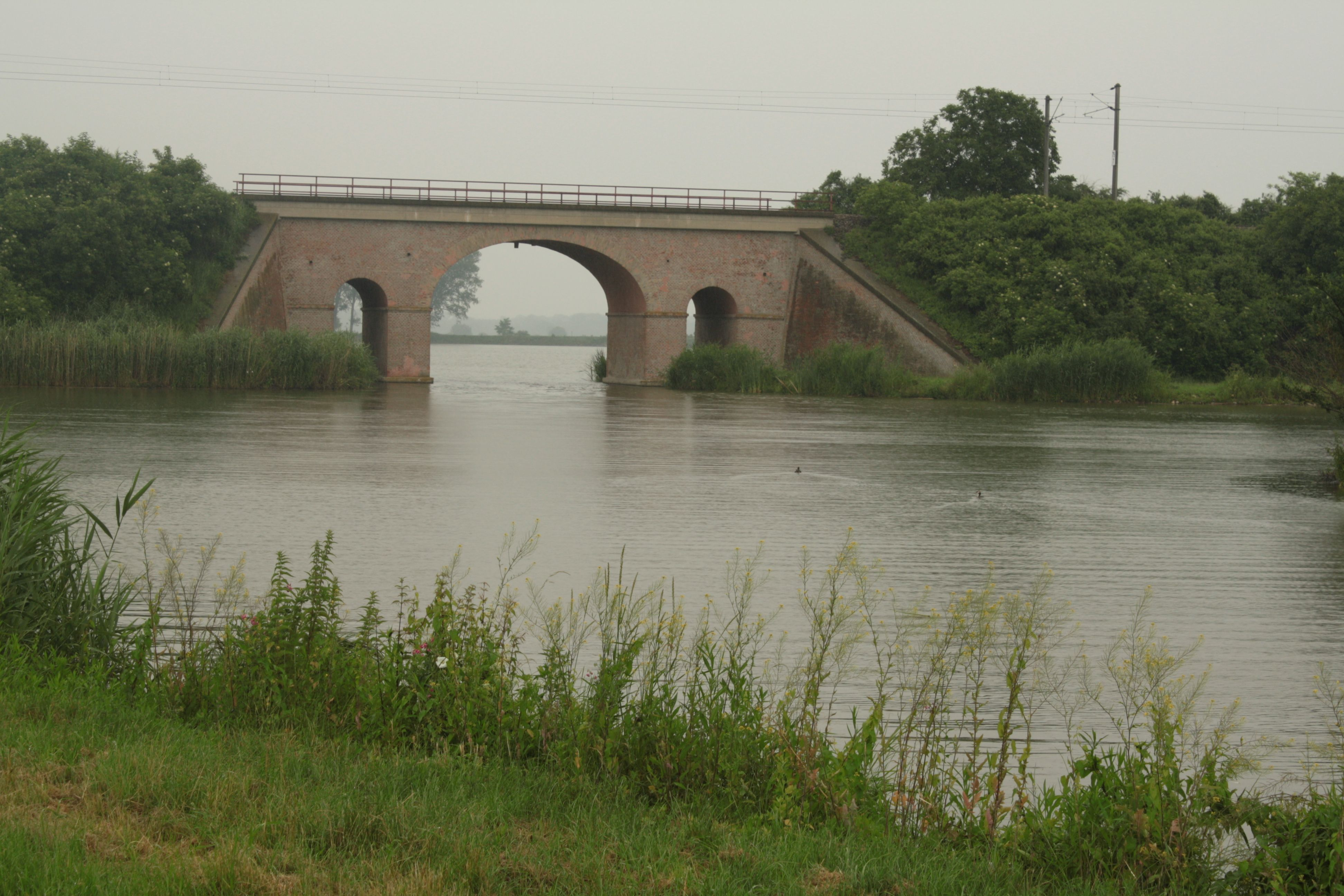
A tavon átvezető 1839-es vasúti viadukt

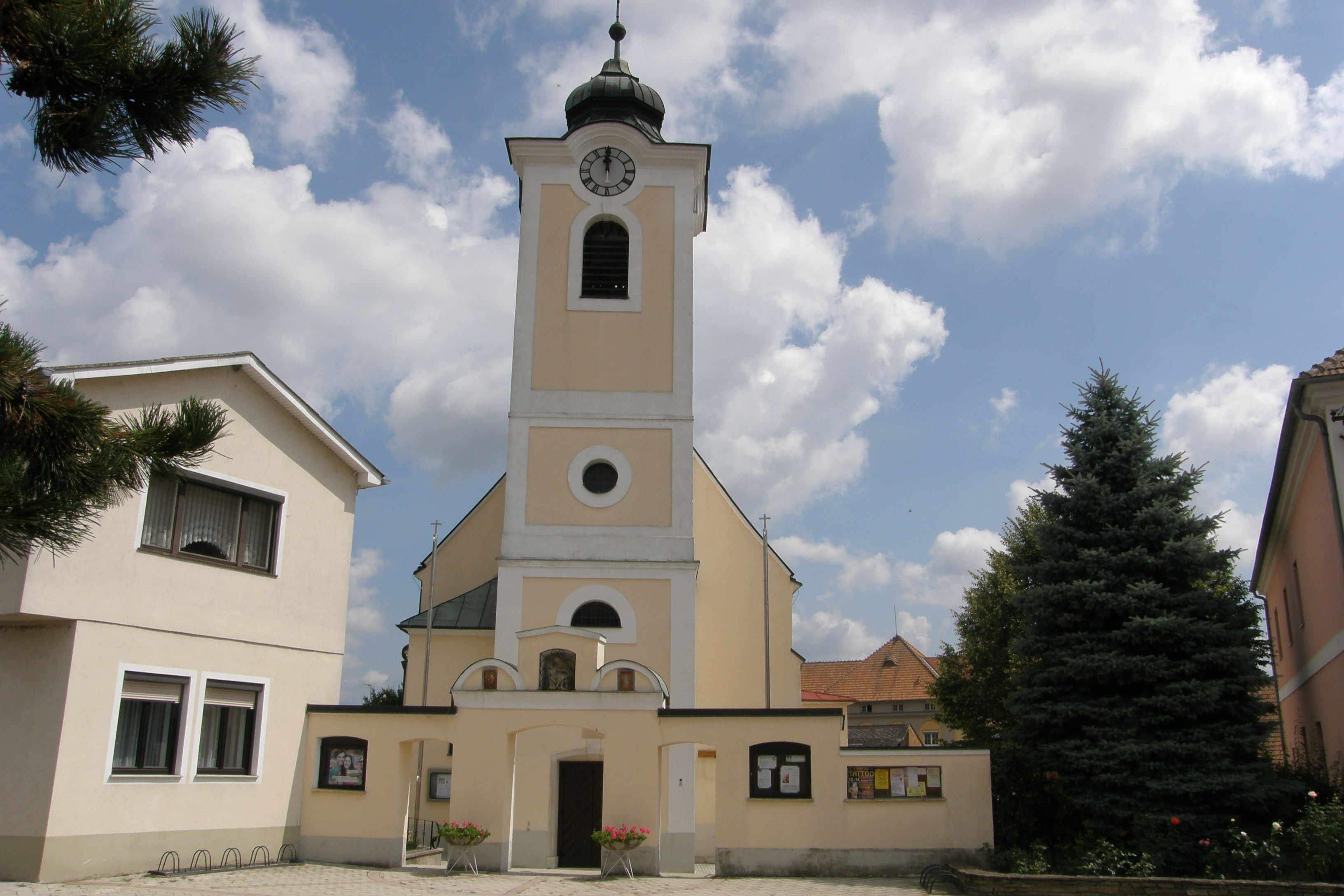
A Szt. Egyed-plébániatemplom

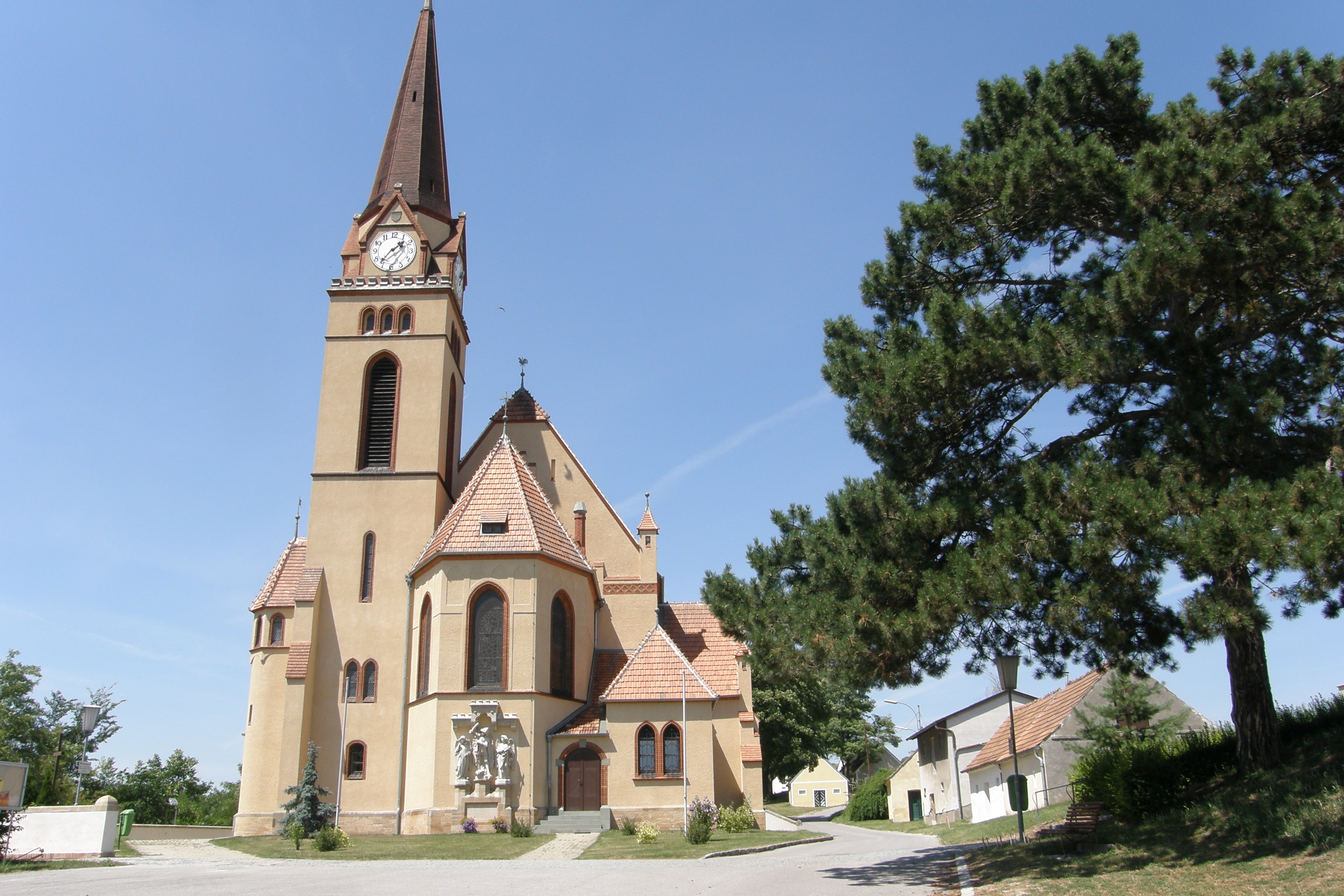
A katzelsdorfi Szt. Bertalan-plébániatemplom

Bernhardsthal a tartomány Weinviertel régiójában fekszik a Hametbach patak mentén; ennek felduzzasztásával hozták létre a Bernhardsthaler Teich mesterséges tavat. Keleti, Csehországgal közös határát a Thaya folyó alkotja. Területének 7,2%-a erdő, 83,6% áll mezőgazdasági művelés alatt. Az önkormányzathoz 3 település tartozik: Bernhardsthal (827 lakos 2021-ben), Katzelsdorf (353) és Reintal (405). 
A környező önkormányzatok: délkeletre Rabensburg, délre Hausbrunn, délnyugatra Altlichtenwarth, nyugatra Schrattenberg, északra Břeclav, északkeletre Lanžhot (utóbbi kettő Csehországban).

## Története
Bernhardsthal területe az újkőkor és a bronzkor során is lakott volt. A mai településtől nyugatra i. e. 4300-ból származó, a lengyeli kultúrához tartozó települést tártak fel. Ugyanazon a helyen kétezer évvel későbbi, az aunjetitzi kultúrához köthető temetőt találtak, de kora vaskori hallstatti halomsírok is ismertek Berhmardsthalból. Az 1-4. században germánok, a 6-9. században szlávok telepedtek meg a térségben. A közelben volt a Morva Birodalom központja, Pohansko is. 1050 körül németeket telepítettek a régióba, ekkor alapíthatták Bernhardsthalt is, amelyet először 1171-ben említenek, a klosterneuburgi apátság birtokai között. Román stílusú templomát 1200 körül emelték, amelyet később gótikus stílusban átépítettek. 1370-ben mezővárosi jogokat kapott. 1458-ban akkori birtokosai, a Roggendorfok a cseh Podjebrad családdal vívott viszályukban maguk gyújtották fel bernhardsthali várukat, amit később sem építettek újjá. 1470-ben a Liechtensteinek vásárolták meg a mezővárost. 
1645-ben a svéd Lennart Torstensson csapatai prédálták fel a települést, 1704-ben pedig a kurucok pusztították el. 1805-1809 között Napóleon francia katonái rekvirálták el a lakosság javait. 
Bernhardsthal életében az Északi vasút 1839-es megépítése jelentett fordulatot; a lakosok jelentő hányada a vasútnál talált alkalmazást. A bernhardthaliak többsége ekkor német nyelvű volt, de 1876-ban még jelentős, 225 fős szlovák kisebbség is élt a mezővárosban. Az első világháború környékén a népesség gyorsan növekedett és 1923-ban elérte csúcspontját. A Monarchia szétbomlásával azonban a városka az osztrák-cseh határon találta magát és gazdasági kilátásai jelentősen romlottak. 1930-ban kőolajat és földgázt találtak az önkormányzat területén, amelyet a német nemzetiszocialista kormányzat, később a szovjet megszálló hatóságok, majd az ÖMV termelt ki.
Az 1938-as Anschluss idején valamennyi bernhardsthali a Német Birodalomhoz való csatlakozásra szavazott. A második világháborúban nem voltak harcok a mezővárosban, de légibombázásban négy lakos életét vesztette. A Vörös Hadsereg 1945. április 17-én vonult be Bernhardsthalba. 
Az addig különálló Bernhardsthal, Katzelsdorf és Reintal 1971-ben egyesült. 

## Lakosság
A bernhardsthali önkormányzat területén 2020 januárjában 1585 fő élt. A lakosságszám 1923-ban érte el csúcspontját 3794 fővel, azóta csökkenő tendenciát mutat. 2018-ban az ittlakók 91,7%-a volt osztrák állampolgár; a külföldiek közül 1,1% a régi (2004 előtti), 5,3% az új EU-tagállamokból érkezett. 1,5% az egykori Jugoszlávia (Szlovénia és Horvátország nélkül) vagy Törökország, 0,4% egyéb országok polgára volt. 2001-ben a lakosok 92,6%-a római katolikusnak, 5,3% pedig felekezeten kívülinek vallotta magát. Ugyanekkor a legnagyobb nemzetiségi csoportot a német (97,1%) mellett a csehek alkották 1,1%-kal. 
A népesség változása:

| 2016 | 1 606 |
| 2018 | 1 604 |

## Látnivalók
- az 1839-ben épült viadukt Ausztria legrégebbi vasúti építménye
- az Otto Berger helytörténeti múzeum
- a Szt. Egyed-plébániatemplom
- a katzelsdorfi Szt. Bertalan plébániatemplom
- a katzelsdorfi rózsafüzérpark

## Fordítás
- Ez a szócikk részben vagy egészben  a   Bernhardsthal című német Wikipédia-szócikk ezen változatának fordításán alapul.  Az eredeti cikk szerkesztőit annak laptörténete sorolja fel. Ez a jelzés csupán a megfogalmazás eredetét és a szerzői jogokat jelzi, nem szolgál a cikkben szereplő információk forrásmegjelöléseként.